# Ифит
Ифит (грч. Ἴφιτος) је у грчкој митологији било име више личности.

## Етимологија
Име Ифит има значење „заштићена снага“.

## Митологија
- Био је владар Фокиде, Науболов или Хипасов син. У свом дому је срдачно угостио Јасона, а потом му се и придружио у походу Аргонаута.[2] Ифит је на овом походу и умро, подлегавши ранама које је задобио од стрела Колхиђана.[1] Био је ожењен Хиполитом и са њом имао синове Схедија и Епистрофа. Помињали су га Хомер у „Одисеји“, Аполодор, Диодор, Хесиод, Хигин и Статије.[3]

- Према Хигину, био је један од учесника рата седморице против Тебе, Еуриномин отац.[4] Неки извори указују да је ово иста личност као и претходни.[5] Такође, неки извори наводе да је заправо уместо Полиника, један од војсковођа поменутог рата био Етеокле, Ифитов син.[1]

- Ифит је био и син краља Еурита и Антиопе[3], чувен као добар стрелац. Отац му је на самрти оставио свој лук, дар бога Аполона, који је касније Ифит поклонио Одисеју, са којим се спријатељио у Месени. Заузврат је добио копље и мач. Одисеј овај дар није употребио у тројанском рату у коме је учествовао, већ тек када се вратио у Итаку, како би се обрачунао са просиоцима своје супруге Пенелопе. Ифита је убио Херакле и о томе постоји више прича. Према једној, Ифит је тражио крадљивца својих говеда и траг га је одвео у Хераклов дом, где га је овај убио. Према другој причи, Ифит се замерио Хераклу када је подржао свог оца у намери да не одржи обећање и неда јунаку обећану награду, руку лепе Јоле. Херакле му ту увреду није заборавио и када је Ифит дошао код њега трагајући за својим говедима, бацио га је са бедема Тиринта. Међутим, према другачијој верзији, Ифит је био наклоњен Хераклу и чак саветовао оца да одржи обећање које је дао, али га он није послушао. Када је Аутолик украо Еуритова говеда, Еурит је одмах посумњао у Херакла и послао је сина да их захтева назад. Ифит није делио сумње свог оца и заправо је затражио Хераклову помоћ како би пронашао говеда. Херакле му је најпре изашао у сусрет, али га је, у наступу лудила, бацио са бедема Тиринта. Због овог убиства, Херакле је морао да служи краљицу Омфалу.[2] И овај јунак је поменут у Хомеровој „Одисеји“, али су о њему писали и други аутори.[3]

- Ифит је био и краљ Елиде, Оксилов потомак. У доба његове владавине, харале су болести, а многи градови у Грчкој су били захваћени грађанским ратовима. Како би све то спречио, обратио се пророчишту у Делфима и Питија га је саветовала да обнови Олимпијске игре, што је он и учинио.[2] Ова олимпијада је била седма по реду и од тада је почело да се уобичава да се победнику додељује маслинова гранчица, јер се до тада додељивала јабукова.[1] Приписује му се да је утицао на Елиђане да Хераклу указују божанске почасти.[2] Паусанија је писао и да је донео законе за Лакедемоњане још пре него што је обновио Олимпијске игре.[6]

- Према Аполодору, човек кога је убио Копреј.[4] Међутим, у другим изворима је овај Ифит непознат.[5]

- У Хомеровој „Илијади“, Овидијевим „Метаморфозама“ и Вергилијевој „Енејиди“ отац Архептолема и Керана.[4]